# Stridsvagn 2000
Stridsvagn 2000 (Strv 2000) var ett projekt för att finna koncept till en ny stridsvagn för 2000-talet som utvärderades mellan åren 1984 och 1991.
I de försvarsbeslut som togs på 1970-talet var strävan att gå mot en lättare stridsfordonsfamilj. Dock ansågs ändå behovet av en ny svensk huvudstridsvagn att kvarstå. År 1984 återupptog Försvarets materielverk (FMV) studierna runt ett nytt svenskt stridsvagnssystem. HB Utveckling AB (som är ett samägt bolag mellan BAE Systems Bofors och BAE Systems Hägglunds) användes som huvudleverantör av FMV i framtagande av koncept. Projektet runt en ny svensk stridsvagn lades ner 1991 i samband med försvarsbeslutet 1992 då regeringen beslutade om att köpa in 120 stycken Leopard 2 Improved, samt ingick ett leasingavtal om 160 stycken Leopard 2A4 från Tyskland.

## Koncept
Innan projektet av en nyutveckling runt ett nytt svenskt stridsvagnssystem lades ner, kom fem koncept att redovisas som de mest intressanta.
T 140 och T 140/40En tornvagn på 59 ton och med tre mans besättning. Vagnen skulle vara försedd med en 140 mm kanon. Koncept T 140/40 var även den beväpnad med en 140 mm kanon men även beväpnad med en parallellmonterad 40 mm automatkanon. Totalt skulle 29 respektive 148 skott kunna medföras i vagnen.
T 120BEn tornvagn på 58 ton och med fyra mans besättning. Vagnen skulle vara försedd med en 120 mm Nato-kompatibel handladdad högtryckskanon. Totalt skulle 48 skott kunna medföras i vagnen.
L 140En tornvagn på 59 ton och med tre mans besättning. Vagnen byggde på ett förstärkt chassi från Stridsfordon 90 och skulle vara försedd med en 140 mm kanon, som skulle vara kompatibel med kommande Nato-system. Totalt skulle 40 skott kunna medföras i vagnen.
O 140/40En moduluppbyggd stridsvagn på 52 ton med ovanmonterad kanon och med två mans besättning. Primärbeväpning bestod av en 140 mm kanon och som sekundär beväpning en 40 mm automatkanon. Totalt skulle 34 respektive 140 skott kunna medföras i vagnen.